# 普爾曼峰
69°57′S 159°15′E / 69.950°S 159.250°E
普爾曼峰（英語：Poorman Peak）是南極洲的山峰，位於奧次地，處於蘇沃羅夫冰川源頭附近，海拔高度1,610米，美國地質調查局根據測量和該國海軍的空中照片繪入地圖，現時由南極條約體系管理。